# سقط جنین در جمهوری آذربایجان
سقط جنین در آذربایجان به درخواست شخص تا ۱۲ هفته بارداری قانونی است و در شرایط خاص بین ۱۲ تا ۲۸ هفته نیز مجاز است. قانون فعلی سقط جنین در آذربایجان بر اساس قانون سقط جنین اتحاد جماهیر شوروی در سال ۱۹۵۵ است، زمانی که آذربایجان یک جمهوری اتحاد شوروی بود (به عنوان جمهوری شوروی سوسیالیستی آذربایجان) و پس از استقلال آذربایجان در سال ۱۹۹۱ هیچ تغییری در این قانون صورت نگرفت.
بین سال‌های ۱۹۶۵ تا ۱۹۸۷ نرخ سقط جنین بسیار بالا بود (بین ۲۰ تا ۲۸ درصد). پس از استقلال، نرخ سقط جنین تقریباً به نصف کاهش یافت و پس از سال ۲۰۰۰ بین ۱۲ تا ۱۴ درصد تثبیت شد.
در سال ۲۰۱۴، ۱۳٫۸ درصد از بارداری‌ها در آذربایجان به سقط جنین ختم شد که کمی افزایش نسبت به کمترین میزان ثبت شده در سال ۲۰۰۵ (۱۲٫۱ درصد) داشت.

## تاریخچه
مانند تمام جمهوری‌های سابق اتحاد جماهیر شوروی، آذربایجان که پیش از سال ۱۹۹۲ به عنوان جمهوری شوروی سوسیالیستی آذربایجان شناخته می‌شد، تابع قوانین سقط جنین و مقررات اتحاد جماهیر شوروی بود. در نتیجه، رویه‌های سقط جنین در آذربایجان مشابه سایر مناطق اتحاد جماهیر شوروی بود.
توضیحات زیر به وضعیت آذربایجان پیش از استقلال مربوط می‌شود. از زمان استقلال تاکنون هیچ تغییری در قانون سقط جنین ایجاد نشده است.
فرمان شوروی در ۲۷ ژوئن ۱۹۳۶ انجام سقط جنین را به جز در موارد خطر برای جان، تهدید جدی برای سلامت، یا وجود بیماری جدی که ممکن است از والدین به ارث برده شود، ممنوع کرد. سقط جنین باید در بیمارستان یا زایشگاه انجام می‌شد. پزشکانی که سقط جنین ناایمن را خارج از بیمارستان یا بدون وجود یکی از این شرایط انجام می‌دادند، به یک تا دو سال زندان محکوم می‌شدند. اگر سقط جنین در شرایط غیربهداشتی یا توسط فردی بدون آموزش پزشکی خاص انجام می‌شد، مجازات کمتر از سه سال زندان نبود. افرادی که زنی را به انجام سقط جنین ترغیب می‌کردند، به دو سال زندان محکوم می‌شدند. زن بارداری که سقط جنین انجام می‌داد، در صورت تکرار جرم به توبیخ و پرداخت جریمه‌ای تا ۳۰۰ روبل محکوم می‌شد.
در فرمانی به تاریخ ۲۳ نوامبر ۱۹۵۵، دولت اتحاد جماهیر شوروی ممنوعیت کلی انجام سقط جنین که در فرمان سال ۱۹۳۶ ذکر شده بود را لغو کرد. مقررات دیگری که همچنین در سال ۱۹۵۵ صادر شد، مشخص کرد که سقط جنین در دوازده هفته اول بارداری، در صورتی که هیچ منع پزشکی وجود نداشته باشد، به صورت آزاد انجام شود و پس از این مدت زمانی، هنگامی که ادامه بارداری و تولد به مادر آسیب می‌رساند (تفسیر شامل نقص جنین)، مجاز بود. سقط جنین باید توسط پزشک و در بیمارستان انجام می‌شد و مگر اینکه سلامت مادر در خطر باشد، هزینه‌ای نیز دریافت می‌شد.
افرادی که سقط جنین غیرقانونی انجام می‌دادند، مشمول مجازات‌های کیفری طبق قوانین کیفری مانند قانون کیفری شوروی بودند. به عنوان مثال، اگر سقط جنین در بیمارستان انجام نمی‌شد، مجازات تا یک سال زندان می‌توانست اعمال شود، و اگر توسط فردی بدون مدرک پزشکی پیشرفته انجام می‌شد، مجازات تا دو سال زندان امکان‌پذیر بود. در موارد تکرار جرم یا مرگ یا آسیب جدی به زن باردار، مجازات سنگین‌تری تا هشت سال زندان قابل اعمال بود. زنانی که تحت سقط جنین غیرقانونی قرار می‌گرفتند، مجازات نمی‌شدند.
با وجود تصویب فرمان و مقررات سال ۱۹۵۵، مشکل سقط جنین‌های غیرقانونی در اتحاد جماهیر شوروی سابق به‌طور کامل حل نشد. این مشکل تا حدی به رویکرد متناقض دولت نسبت به پیشگیری از بارداری بازمی‌گشت. گرچه دولت گاهی حمایت خود را از پیشگیری از بارداری نشان می‌داد، اما اقدامات کافی برای در دسترس قرار دادن این روش‌ها انجام نمی‌شد. به‌طور خاص، در سال ۱۹۷۴، استفاده گسترده از قرص‌های ضدبارداری عملاً ممنوع شد. همچنین، در برخی دوره‌ها، بازگشت به سیاست‌های تشویق به فرزندآوری موجب نگرش منفی به سقط جنین گردید. نتیجهٔ این عوامل، وابستگی گسترده به سقط جنین به‌عنوان روش اصلی برنامه‌ریزی خانواده بود.
دولت، نگران از نرخ بالای سقط جنین‌های غیرقانونی، در سال ۱۹۸۲ فرمانی صادر کرد که سقط جنین را به دلایل پزشکی تا هفته بیست‌وهشتم بارداری مجاز می‌دانست. در ادامه، دولت دایره شرایط مجاز برای سقط جنین قانونی را گسترش داد و در ۳۱ دسامبر ۱۹۸۷ فرمانی دیگر صادر کرد که طی آن، دلایل گسترده‌ای از جمله موارد غیرپزشکی برای انجام سقط جنین به درخواست تا هفته بیست‌وهشتم بارداری معرفی شد. این دلایل شامل موارد زیر بود: مرگ شوهر در دوران بارداری، حبس زن باردار یا همسرش، محرومیت از حقوق مادری، تعدد زایمان (بیش از پنج فرزند)، طلاق در دوران بارداری، بارداری ناشی از تجاوز، و وجود ناتوانی در یکی از کودکان خانواده. علاوه بر این، این فرمان مقرر کرد که با تأیید کمیسیونی ویژه، امکان سقط جنین بر اساس دلایل دیگر نیز وجود داشته باشد.
این گسترش دلایل مجاز برای سقط جنین پس از دوازده هفته اول بارداری، همراه با نگرش دوگانه دولت نسبت به پیشگیری از بارداری، منجر به افزایش چشمگیر تعداد سقط جنین‌های رسمی گزارش‌شده شد. عوامل دیگری که به نرخ بالای سقط جنین کمک کردند، شامل کمبود روش‌های پیشگیری از بارداری مدرن با کیفیت بالا و اتکا به روش‌های سنتی کم‌اعتماد، فقدان آگاهی زوج‌ها از روش‌های پیشگیری و پیامدهای زیان‌بار سلامتی ناشی از سقط جنین‌های مکرر، و نبود آموزش کافی برای پزشکان، پرستاران، معلمان و متخصصان دیگر بود.
در سال ۱۹۸۹، دسترسی به کاندوم در کل اتحاد جماهیر شوروی تنها ۱۱ درصد از تقاضا را پوشش می‌داد؛ دستگاه داخل رحمی (IUD) ۳۰ درصد، و قرص‌های ضدبارداری تنها ۲ درصد را تأمین می‌کرد. داده‌های بررسی نمونه‌ای سال ۱۹۹۰ دربارهٔ استفاده از روش‌های پیشگیری نشان می‌دهد که در آذربایجان، تنها ۶٫۵ درصد از کل زنان ۱۵ تا ۴۹ ساله به‌طور منظم از روش‌های پیشگیری استفاده می‌کردند، ۱۰٫۱ درصد گاهی از روش‌های پیشگیری استفاده می‌کردند، ۴۱٫۹ درصد از هیچ روشی استفاده نمی‌کردند و ۳۵٫۳ درصد هیچ اطلاعی از پیشگیری از بارداری نداشتند.